# Jérôme Lescure
Pour les articles homonymes, voir Lescure.
Jérôme Lescure est un réalisateur français né à Saint-Étienne le 10 mai 1974.

## Biographie
Jérôme Lescure s'est engagé tôt dans l'action pour la défense de la condition animale : celle-ci constitue le thème des spots et des films qu'il réalise à partir des années 2000.
Son premier long métrage, ALF, coproduit par la société Minotaure Films qu'il a fondée en 2006, est sorti en 2012.

## Filmographie

### Courts métrages
- 2004 : Alinéa 3
- 2008 : A Two-Hour Killing

### Long métrage
- 2012 : ALF